# Israël au Concours Eurovision de la chanson 2023
Israël est l'un des trente-sept pays participants du Concours Eurovision de la chanson 2023, qui se déroule à Liverpool au Royaume-Uni. Le pays est représenté par la chanteuse Noa Kirel et sa chanson Unicorn, sélectionnées en interne par le diffuseur israélien KAN. Le pays termine troisième en demi-finale, recevant 127 points, ce qui lui permet de se qualifier pour la finale, où il termine également troisième avec un total de 362 points.

## Sélection

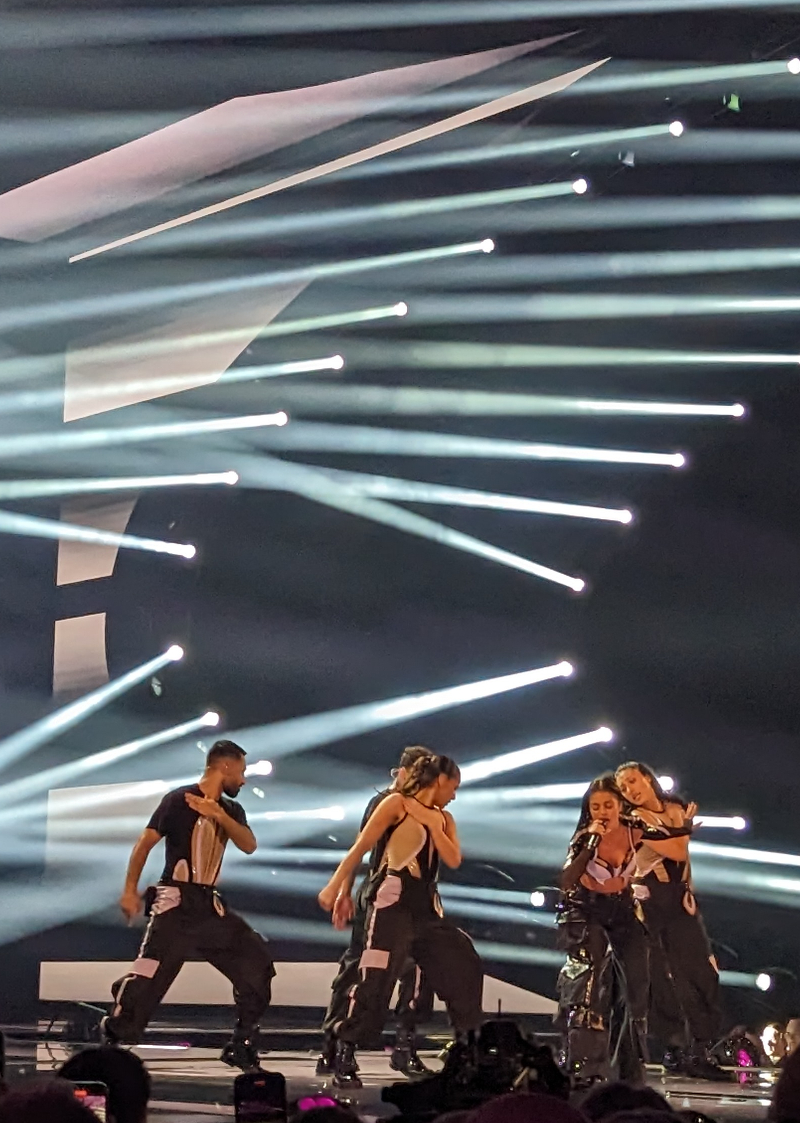
Eurovision 2023, demi finale, Israël, - Noa Kirel

Le diffuseur israélien KAN confirme sa participation à l'Eurovision 2023 dès le 7 mars 2022. Quelques mois plus tard, le 12 juin 2022, le diffuseur annonce que son artiste représentant sera sélectionné en interne par un comité de dix professionnels, une première depuis 2014,.
Au total, ce sont 78 artistes — choisis notamment par leur temps de diffusion sur les radios du pays KAN Gimel et Galgalatz, ainsi que  les nommés pour les récompenses de Chanteur de l'année et Groupe de l'année 2019, 2020 et 2021 — qui sont considérés par le comité. Chacun des membres suggère ensuite deux de ces artistes pour la seconde phase de la sélection puis le comité classe l'ensemble des vingt artistes restants. Parmi les artistes qui ont été considérés figuraient Mergui, Ella-Lee Lahav, Noa Kirel, Static & Ben-El Tavori et Ran Danker.
Le 11 juillet 2022, KAN annonce Noa Kirel comme représentante du pays. Le lendemain, Noa Kirel annonce cependant n'avoir pas pris de décision définitive. Ce n'est finalement que le 10 août 2022 que Noa Kirel confirme finalement qu'elle représentera bien Israël à l'Eurovision 2023. Sa chanson, initulée Unicorn, est présentée le 8 mars 2023 lors d'une émission spéciale, diffusée sur la chaîne Kan 11.

## À l'Eurovision
À l'Eurovision, Israël concourt en neuvième position durant la première demi-finale le 9 mai 2023. Le pays y termine troisième et se qualifie ainsi pour la finale, où il termine finalement en troisième place avec 362 points.